# Małgorzata Saramonowicz
Małgorzata Ewa Saramonowicz (ur. 13 listopada 1964 w Warszawie) – polska pisarka i scenarzystka. 

## Życiorys
W 1988 ukończyła filologię polską, a w 1992 historię na Uniwersytecie Warszawskim. Była nauczycielką, a także redaktorką w „Gazecie Wyborczej”. W 1989, wówczas pod nazwiskiem Mańczak, wspólnie z Andrzejem Saramonowiczem napisała powieść Akropoliada. Samodzielne publikacje zaczęła pisać w 1996. Była także współscenarzystką serialu Tango z aniołem (2005) i kinowego przeboju Lejdis Tomasza Koneckiego (2008), a także producentką wykonawczą filmu Andrzeja Saramonowicza Jak się pozbyć cellulitu (2011).
Z mężem Andrzejem Saramonowiczem ma dwie córki.

## Powieści
- Akropoliada (1989, jako Małgorzata Mańczak, wspólnie z Andrzejem Saramonowiczem)
- Siostra (1996)
- Lustra (1999)
- Sanatorium (2005)
- Xięgi Nefasa – Trygław. Władca Losu (2016)
- Xięgi Nefasa. W zaświatach (2017)[4]